# Wireless Access in Vehicular Environments
WAVE (Wireless Access in Vehicular Environments) es la estandarización de un grupo de protocolos de acceso inalámbrico en entornos vehiculares llevada a cabo por un grupo de trabajo del IEEE. El objetivo principal de WAVE, es proporcionar comunicación ya sea V2V (vehículo a vehículo), como V2I (vehículo a infraestructura) en un entorno rápidamente cambiante, en el cual, el intercambio de información debe ser completada en un periodo de tiempo muy corto. Algunas de las aplicaciones son la gestión de autovías, prevención de accidentes, gestión del tiempo de ruta, gestión de emergencias, información al viajero, etc.

## Estándares
El estándar IEEE 802.11p (derivado del estándar IEEE 802.11) describe el uso de las capas inferiores (la capa física y la capa básica MAC) de la pila WAVE. Las capas superiores, están definidas por el estándar IEEE 1609. 

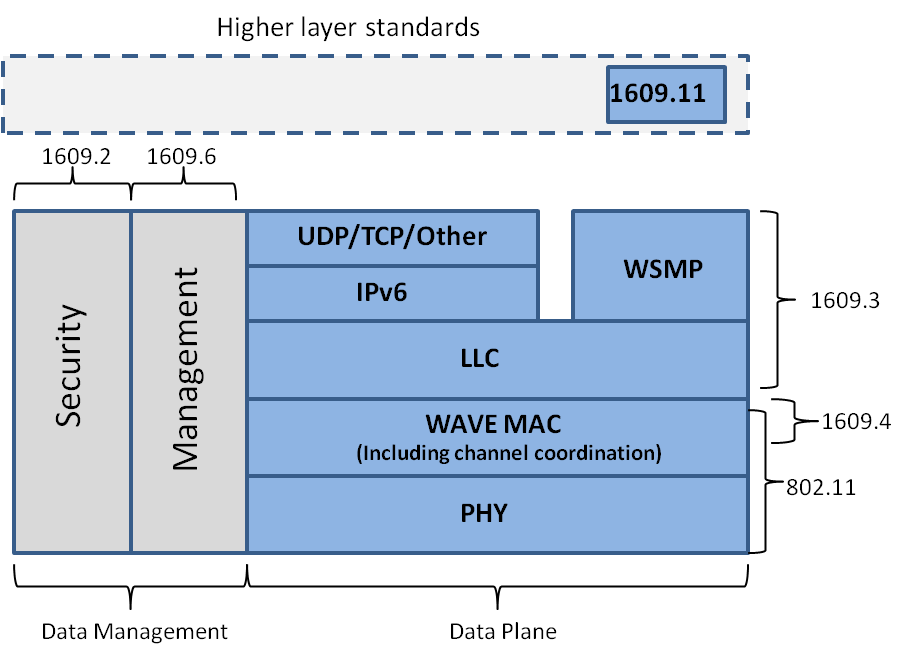
Pila estándar WAVE

### Estándar IEEE 1609
El estándar IEEE 1609 está compuesto por un conjunto de normas las cuales definen la arquitectura, el modelo de comunicación, la estructura de gestión, mecanismos de seguridad y el acceso físico para las comunicaciones en el entorno WAVE. 

#### Estándar IEEE 1609.2
Este estándar especifica la seguridad de las comunicaciones para el entorno WAVE para las aplicaciones y procesos que se ejecutan en las distintas capas de la pila de protocolos. Estos servicios de seguridad consisten en: 
- Servicios de procesamiento seguros: Proporcionan un procesamiento seguro para permitir comunicaciones seguras de datos así como de los WSAs.
- Servicios de gestión seguros: Proporciona servicios de gestión de certificados y gestiona la validación de los mismos. También gestiona la información relativa a las claves privadas usadas en el envío de WSAs seguros, así conseguiremos WSAs firmados los cuales podrán ser verificados en la recepción de los mismos.

Para una comunicación segura de los datos, en la transmisión hay que generar los datos firmados y cifrados, y en la recepción se verificará la firma y se descifrarán los datos. Para las operaciones de criptografía, los métodos usados serán: claves privadas y claves públicas asociadas, claves privadas y certificados asociados, y el uso de certificados digitales. Los mecanismos criptográficos que soporta este estándar son: ECDSA (Elliptic Curve Digital Signature Algorithm) y ECIES (Elliptic Curve Integrated Encryption Scheme).

#### Estándar IEEE 1609.3
Este estándar define las operaciones de servicios de red y de transporte, capa 3 (capa de red) y capa 4 (capa de transporte) de la pila de comunicaciones OSI. Estos servicios de red, están diseñados para soportar comunicaciones inalámbricas entre los dispositivos WAVE.  Este estándar se compone de las capas del plano de datos y la entidad del plano de gestión asociado (WME, WAVE Management Entity).
Los componentes del plano de datos especificados por esta norma son: LLC (Logical Link Control), IPv6 y las capas superiores como TCP y UDP, y por último WSMP (WAVE Short Message Protocol). 
Respecto al plano de gestión, la entidad de gestión WAVE (WME), proporciona las siguientes funcionalidades:
- Solicitud de servicio y asignación de acceso al canal.
- Entrega de datos de gestión.
- Monitorización y verificación de WSAs.
- Configuración de IPv6.
- Mantenimiento de la MIB la cual contiene información se configuración y estado.

#### Estándar IEEE 1609.4
Este estándar se encarga de la coordinación de canales y se compone de características adicionales para operaciones OCBEnabled en la subcapa de MAC especificada en IEEE 802.11p. OCBEnabled indica el funcionamiento fuera del servicio básico especificado por IEEE 802.11p. Tanto el plano de datos como el de gestión, están especificados en este estándar. Además de utilizar los servicios prestados por la norma para la coordinación de los canales, también sirve de apoyo para la entrega de MSDU (MAC Service Data Unit).  La capa MAC y la capa física, son gestionadas por diferentes entidades de gestión, las cuales son: 
- MLME (MAC Layer Management Entity) para la capa MAC.
- PLME (PHY Layer Management Entity) para la capa física.

Respecto al servicio de plano de datos se especifica lo siguiente: 
- La coordinación de canal: la subcapa MAC coordina los intervalos de canal para que los paquetes sean transmitidos en el canal adecuado y en el momento adecuado.
- El enrutamiento en el canal: esta especificación incluye el enrutamiento de paquetes de datos de la LLC en el canal designado, y el establecimiento de parámetros para las comunicaciones WAVE.
- La prioridad de usuario: es importante que se establezca distintos niveles de prioridad, ya que WAVE es usado por aplicaciones de seguridad y de no seguridad (por ejemplo, aplicaciones para el entretenimiento).  Se establecen hasta ocho niveles de prioridad asignada en los parámetros EDCA (Enhanced Distributed Channel Access). Con EDCA, el tráfico de alta prioridad tiene mayor posibilidad de ser enviado que el tráfico de baja prioridad.

Respecto a los servicios del plano de gestión se especifica: 
- La sincronización multicanal: el objetivo de este es alinear los intervalos del canal entre las comunicaciones de los dispositivos WAVE.
- El acceso a canales: el MLME es el encargado de controlar el acceso a los canales radio.
- El MLME será el encargado de recibir y generar tramas VSA (Vendor Specific Action).
- Mantenimiento de una MIB la cual contiene información de configuración y estado.
- Otros servicios de IEEE 802.11: el MLME permite el acceso a servicios de este estándar los cuales pueden ser invocados por un canal.

#### Estándar IEEE 1609.5
Estándar actualmente en desarrollo. Será el encargado de abordar los requisitos de gestión de red. 

#### Estándar IEEE 1609.6
Estándar actualmente en desarrollo. Será el encargado de los servicios de gestión remota. 

#### Estándar IEEE 1609.11
Este estándar específica los intercambios de información entre unidades de pago electrónico en equipos sobre WAVE. Para el procesamiento del pago electrónico se requiere de un EPS (Servicio de Pago Electrónico), el cual, también puede incluir tareas como la seguridad, o el cifrado y descifrado de la información. Las comunicaciones de pago se harán a través de la pila de protocolos WAVE según especifica el estándar IEEE 1609.3. Las funciones de un servicio de pago pueden ser agrupadas en dos categorías: 
- Funciones EPS generales: en estas se incluyen las funciones de comunicación, procesamiento, almacenamiento o recuperación de información.
- Funciones de seguridad: en estas funciones se incluyen la autenticación de información de EPS para su transmisión, así como las funciones para el cifrado y descifrado de la información.

Un ejemplo de intercambio de información entre unidades de pago electrónico sería el cobro en un peaje. Este intercambio se explica en la sección #Cobro en peaje.

#### Estándar IEEE 1609.12
Este estándar se encarga de registrar las decisiones de asignación de identificadores hechas por el grupo de trabajo IEEE 1609. En esta norma, se describe el uso de estos identificadores, el valor de identificador el cual ha sido asignado para el uso en sistemas WAVE, y especifica la asignación de valores de los identificadores. Algunos de los identificadores que podemos encontrar son: PSID (Provider Service Identifier), OID (Object identifier), ethertype y management ID.

### Estándar IEEE 802.11p
Tanto la capa física como la capa MAC (esta junto al estándar 1609.4), están definidas por este estándar. El IEEE 802.11p está basado en el estándar IEEE 802.11, pero fue necesario la modificación de este estándar debido al entorno operativo de las redes vehiculares, un entorno rápidamente cambiante.  Las principales modificaciones en 802.11p comparándolo con el tradicional 802.11 son las siguientes:  se redujo la carga a la hora de establecer la comunicación, esto es debido al reducido tiempo de contacto entre los dispositivos. En el estándar IEEE 802.11p, se define un nuevo tipo de BSS (Basic Service Set) llamado WBSS (Wave Basic Service Set). WBSS tiene un identificador fijo y transmite tramas balizas bajo demanda. Cada trama baliza contiene la información esencial para establecer las comunicaciones,  eliminándose el proceso de autenticación.  Por otro lado, para evitar la exploración de los canales para encontrar la red deseada, las funciones de estos canales están ya fijadas.  La capa física se basa en el estándar 802.11a y usa modulación OFDM (Orthogonal Frequency-Division Multiplexing). El ancho de banda se redujo de 20 MHz a 10 MHz, con esto se consigue reducir el retraso de difusión.  El espectro de banda reservado para 802.11p está dividido en 7 canales, estos canales están numerados desde el 172 al 184, los cuales están descritos en la sección #Tipos de canales dependiendo de la zona de trabaja en la que se elabore la elaboración de dicho trabajo trabajado por el trabajador dependiente de la zona de trabajo .

## Protocolos

### WSMP

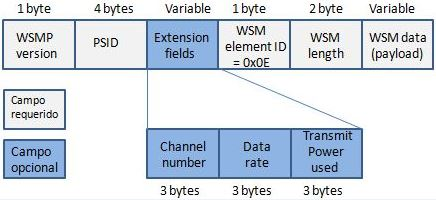
Formato WSMP

La conexión inalámbrica que se utiliza entre un OBU y un RSU utiliza WSMP (WAVE Short Message Protocol). WSMP está especialmente diseñado para la eficiencia en dispositivos WAVE. Permite que las aplicaciones controlen directamente los parámetros físicos, es decir, número de canal, la potencia del transmisor, así como la velocidad utilizada en la transmisión de mensajes.  WSMP está diseñado para consumir la mínima capacidad de un canal. El PSID (Provider Service Identifier) es usado por el dispositivo receptor, para hacer entrega del WSM recibido a la entidad de la capa superior que corresponda. EL PSID identifica el servicio al cual el WSM payload está asociado.  Para el envío de un WSM, la aplicación origen debe seleccionar los parámetros apropiados para la transmisión (nivel de potencia, tasa de datos, etc.). Una vez hecho esto, se invocará una solicitud (WSM-WaveShortMessage.request) para que WSMP haga entrega de los datos a las capas inferiores para su posterior transmisión. A la hora de recibir un WSM, este se entregará a la aplicación receptora correspondiente basándose en el PSID. Una vez entregado, esta aplicación ya conocerá la dirección origen del dispositivo, pudiendo así continuar con el intercambio de mensajes si así lo desea. Los WSM pueden ser enviados tanto por el canal de control, como por los canales de servicio.

### IPv6
Este protocolo es el utilizado para aplicaciones genéricas y los servicios de red. La transmisión de mensajes basados en el protocolo IPv6 únicamente puede ser usado por los canales de servicio (SCH). IPv6 fue seleccionado sobre IPv4 debido al futuro incierto de IPv4. 

## WSA

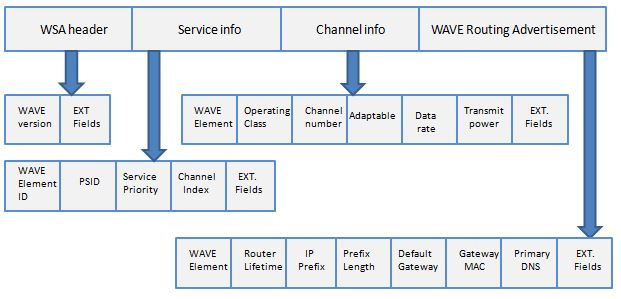
Formato WSA

Los mensajes WSA (WAVE Service Advertisement) incluyen información sobre servicios DSRC (Dedicated Short-Range Communications) que se ofrecen en un área. Algunos de estos servicios ofertados son por ejemplo, alertas de tráfico, navegación, entretenimiento, etc. Los servicios normalmente son proporcionados por un RSU, aunque también pueden ser ofrecidos por un OBU. Para la transmisión de WSAs, se utiliza el CCH, y los servicios anunciados se ofrecen por SCH.   
Un dispositivo que provee de uno o más servicios, por eficiencia, informará de estos mediante un único WSA.  
Dado un RSU, este también puede proporcionar información de servicios proporcionados de un RSU cercano. 
La transmisión de un WSA es iniciada por una petición desde el plano de gestión por la WME (entidad de gestión WAVE) al MLME (MAC Layer Management Entity). Entonces el MLME inicia la transmisión de cada WSA individual.   
A la hora de la recepción, se extrae el WSA y es pasado al MLME, el cual se lo entregará el plano de gestión. Una vez entregado, la entidad de gestión será el encargada de decidir si acceder a alguno de los servicios anunciados.  
Si uno de estos servicios anunciados implica la utilización de IPv6, se incluirá un campo dentro de WSA llamado WRA (WAVE Routing Advertisement). El campo WRA proporciona información sobre como conectarse a Internet, información la cual el receptor puede incluir en su comunicación de red.

## Plano de datos
El plano de datos proporciona la pila de protocolos para la transferencia de datos. El plano de datos de los servicios de red WAVE deben soportar tanto el protocolo UDP como el protocolo TCP. Estos servicios de red se apoyarán en el protocolo IPv6 y en el LLC (Control de Enlace Lógico). En este plano se especifican un conjunto de capas como la capa física, MAC, y LLC. 
En el plano de datos también se define los dos diferentes protocolos de red: IPv6 y WSMP. Estos dos protocolos pueden ser distinguidos por un campo de dos octetos llamado Ethertype en la cabecera LLC (Logical Link Control), utilizado para identificar el protocolo de red que es empleado por encima del protocolo LLC. Los valores hexadecimales para indicar el uso de IPv6 y WSMP son 0x86DD y 0x88DC respectivamente.

## Plano de gestión
Los servicios de gestión están asociados a las diversas entidades del plano de datos para proporcionar funciones de capa específica necesarias para el funcionamiento del sistema.  Dentro de estas funciones se incluyen por ejemplo la sincronización de tiempos para la coordinación de los canales, así como el procesamiento de las solicitudes de servicio y anuncio. En el plano de gestión también se alojan los servicios de seguridad.

## Tipos de canales
Los canales radios disponibles para el uso por un dispositivo WAVE, se gestionan desde la norma IEEE 1609.4. En WAVE se especifican dos tipos de canales radio: el canal de control (CCH) y los canales de servicio (SCH):
- El canal de control (CCH): está reservado para mensajes WSMP y para mensajes de gestión del sistema, tales como los mensajes WSA.
- Los canales de servicio (SCH): son usados para la transferencia de datos de aplicaciones de propósito general.

Las normas WAVE permiten tráfico IPv6, así como también WSMP y de gestión a través de canales SCH.  En cambio en el canal CCH no permite el uso de tráfico IP. 

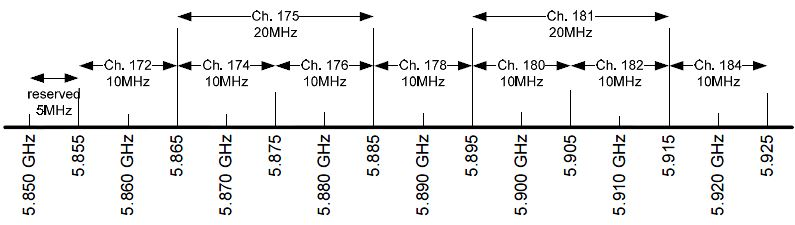
Clasificación de canales

Los espectros de frecuencia usados para los canales en los sistemas WAVE varían dependiendo de la región. En los EE. UU. la FCC  (Federal Communication Commision) reservó el rango de frecuencias 5.850 – 5.855 GHz para el uso exclusivo de comunicaciones V2V y V2I. 
En Europa, el espectro asignado por el ETSI (European Telecommunications Standards Institute) para este tipo de comunicaciones radio es 5.875 – 5.925 GHz. 
El espectro se divide en diferentes canales que van desde el 172 al 184:
- El canal 178, es el denominado canal de control (CCH).
- Los canales 172, 174, 176, 180 y 182, son los canales de servicio (SCH).

Los canales 172 y 184, son canales asignados para aplicaciones de seguridad.
Si es requerido, los canales 174 y 176, así como los canales 180 y 182, podrían combinarse para crear los canales 175 y 181 respectivamente. Cada uno de ellos de 20 MHz. 

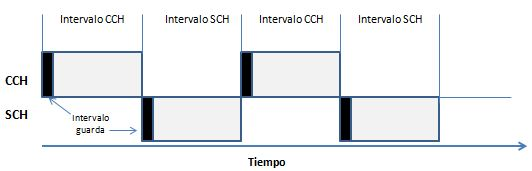
Intervalos canales

Los dispositivos WAVE tienen la posibilidad de poder acceder a uno o más canales de forma alternada. Como ejemplo, un dispositivo podría estar intercambiando información por el SCH, mientras también lo hace por el CCH. Para ello, durante 50ms se podría estar intercambiando información por CCH, se esperaría un intervalo guarda de 4ms para cambiar el canal de transmisión y ya podría enviar datos a través de SCH, y así las veces que sean necesarias. 

## Componentes del sistema
Los componentes principales para las comunicaciones en un sistema WAVE son los RSUs (RoadSide Unit) y OBUs (On-Board Unit). Un RSU representa un dispositivo fijo con radio DSCR, montando de forma permanente generalmente en los laterales de las carreteras. Un OBU es un dispositivo también con radio DSCR, el cual es típicamente instalado en los vehículos, pero con la diferencia de que esto puede operar mientras está en movimiento. Este sistema hace que los vehículos formen una red en la cual los propios vehículos pueden hacer de nodos y receptores, junto con los RSUs. 
Otros dispositivos que podrían incluirse son las unidades portátiles por ejemplo, conos de seguridad inteligente y unidades de peatones utilizados por los trabajadores en carretera.  
Los roles de proveedor y usuario no están definidos según el tipo de dispositivo, aunque en la mayoría de los casos el RSU será el proveedor. 

## Posibles aplicaciones en entorno WAVE

### Cobro en peaje
Una de las aplicaciones, puede ser el cobro de un peaje de forma inalámbrica. 

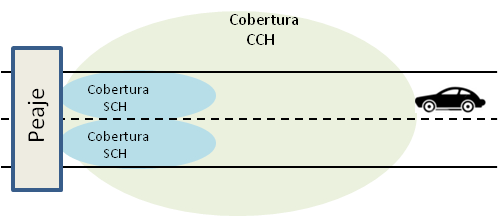
Cobro en peaje

En el intercambio de mensajes para la realización de un pago en este caso, participarán un OBU y un RSU. El OBU será el usuario el cual cuenta con una aplicación pagadora, el RSU en este caso será el proveedor, contando con una aplicación beneficiaria. La forma de realizar el pago se haría de la siguiente forma:
1. El OBU al acercarse a la zona de peaje, entrará en la zona de cobertura de CCH. En esta zona, el OBU va a ser notificado de un servicio y el canal por el cual se proporciona mediante WSAs.
2. Una vez procesada la información del WSA, la entidad del plano de gestión (WME) es el encargado de cambiar al SCH indicado por el WSA y acto seguido lo notifica a la entidad pagadora.
3. Esta entidad pasa a identificar el tipo de servicio, y una vez identificado, crea una VST (Tabla de Servicio de Vehículo) la cual contiene información para identificar al dispositivo pagador como también información necesaria. Esta VST es enviada vía WSMP hacia la aplicación beneficiaria residente en el RSU.
4. Una vez analizada esa información, la aplicación beneficiaria pedirá información adicional como puede ser el método de pago, como están codificados los datos, etc. También pedirá información como el EquipmentOBUID y VehicleLicencePlateNumber. Esta información será proporcionada por la entidad pagadora.
5. Una vez realizado todo el proceso de obtención de información, la entidad beneficiaria determina cual es el tipo de cobro de peaje apropiado para ser cargado y notifica a la entidad pagadora que la transacción ha sido completada.
6. Por último, una vez realizado el cobro, el dispositivo OBU dejara el SCH y se volverá a la supervisión del CCH.

### Vehículos de emergencia

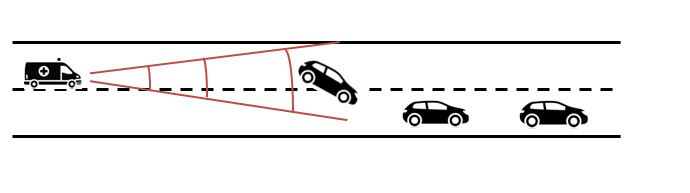
Vehículo de emergencia

En ocasiones, a la hora de que un vehículo de emergencia se abra paso en una carretera a través de los coches se convierte en una tarea difícil debido a que los conductores no saben de donde proviene la sirena. Para solucionar esto, los vehículos de emergencia dispondrán de un sistema de emisión radio, con el cual podrán alertar a los vehículos con suficiente antelación para así poder abrirse paso entre el tráfico.

### Obras en la calzada

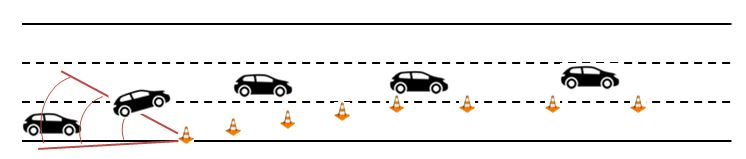
Obras en calzada

En ocasiones por motivos de mantenimiento de las carreteras, hace falta cortar uno de los canales de circulación para que los trabajadores puedan hacer sus labores. Esto conlleva un gran riesgo para el trabajador, ya que el conductor no sabe cuándo se puede encontrar con este tipo de situaciones, o también por situaciones climáticas adversas. Para solventar este problema, se pueden colocar conos especiales los cuales emiten una señal de radio para avisar con anticipación a los conductores que hay obreros en la vía realizando obras en la calzada.

### Aviso de frenada

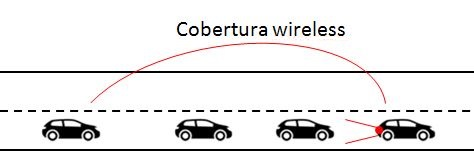
Aviso de frenada

En situaciones de poca visibilidad o con mucho tráfico, si un conductor tiene que frenar bruscamente por alguna situación, se podría avisar a los conductores que vienen circulando detrás reduciendo así el tiempo de frenada y por tanto, poder evitar un “choque en cadena”.